# 스칸다굽타
스칸다굽타 (굽타 문자:  스칸-다-굽타, 재위  455c.–467)는 인도의 굽타 황제이다. 그의 비타리 기둥 비문은 그가 반란군이거나 외국 침략자였을 수 있는 적들을 물리쳐 굽타의 권력을 회복했음을 시사한다. 그는 후나족으로 알려진 인도-헤프탈족의 침공을 격퇴했는데, 아마도 키다라족이었을 것이다. 그는 물려받은 영토에 대한 통제권을 유지한 것으로 보이며, 일반적으로 위대한 굽타 황제들 중 마지막으로 여겨진다. 그 이후의 굽타 가계는 불분명하지만, 그는 아마도 그의 이복동생인 푸루굽타에 의해 계승되었을 것이다.

## 초기 생애
스칸다굽타는 굽타 황제 쿠마라굽타 1세의 아들이었다. 그의 어머니는 쿠마라굽타의 첩이나 서자였을 수 있다. 이 이론은 스칸다굽타의 비문에는 아버지의 이름은 언급되지만 어머니의 이름은 언급되지 않는다는 사실에 근거한다. 예를 들어, 스칸다굽타의 비타리 기둥 비문에는 조상인 찬드라굽타 1세, 사무드라굽타, 찬드라굽타 2세의 정실 왕비(마하데비)가 나열되어 있지만, 그의 아버지 쿠마라굽타의 정실 황후는 언급되지 않는다. J. F. 플리트는 비타리 비문의 한 구절을 스칸다굽타가 "음유시인들의 송가에 의해 아리아인 지위로 격상되었다"고 해석했다. 이에 근거하여 A. L. 바샴은 그의 어머니가 낮은 계급의 수드라 출신이라고 이론화했다.
다샤라타 샤르마와 같은 다른 학자들은 이 이론을 비판하며, 비타리 비문이 스칸다굽타의 어머니가 아들의 눈에 매우 고귀한 지위를 가졌음을 명확히 시사한다고 지적했다. 비문은 그가 적들을 물리쳐 가문의 몰락한 운명을 회복한 후, 전설적인 영웅 크리슈나가 그의 어머니 데바키를 방문했던 것처럼 그의 어머니를 방문했다고 명시한다. 자간나트 아그라왈은 비문의 작자가 의도적으로 관습에서 벗어나 황제의 어머니에게 한 구절을 할애했다고 이론화한다. 이는 어머니의 열등한 지위 때문이 아니었다. 아그라왈은 플리트의 "아리아인 지위" 구절 해석에 이의를 제기하며 다른 해석을 제시한다. "그의 위업에 대한 노래와 찬양의 서술로 인해 귀족성이 부끄러움을 느끼게 하는 자". 이 구절은 칼리다사의 라구밤샤에 나오는 한 구절에서 영감을 받은 것으로 보인다. 아그라왈은 비타리 비문이 왕을 찬양하기 위한 프라샤스티이며, 그 작가는 태후의 낮은 지위에 대해 비하적인 암시를 하지 않았을 것이라고 주장한다. 역사학자 재팬 오베로이에 따르면, 스칸다굽타의 어머니는 분명히 황후였고, 최고 황후가 아니더라도 그랬기에 스칸다굽타는 쿠마라굽타 1세의 적자였다.
비문을 바탕으로 일부 학자들은 데바키가 그의 어머니의 이름이라고 이론화했다. 그러나 역사학자 R. C. 마줌다르에 따르면, 이 설명은 스칸다굽타가 데바키에게 그랬던 것처럼, 스칸다굽타가 그의 어머니를 명성과 권위의 위치로 회복시키기 전까지는 전설적인 데바키와 같은 그의 어머니의 퇴락한 위치를 강조하기 위함일 가능성이 더 높다.

## 즉위
스칸다굽타는 굽타기원 136년( 455c.-456년)에 즉위했다. 비타리 기둥 비문에 따르면, 그는 "가문의 몰락한 운명을 회복"시켰다. 비문은 그가 그렇게 할 준비를 했을 때, 맨땅에서 밤을 보냈고, 부유하고 강력해진 적들을 물리쳤다고 명시한다. 적들을 물리친 후, 그는 "기쁨의 눈물로 가득 찬" 과부 어머니를 방문했다.
많은 학자들은 비타리 비문에 언급된 적들의 이름을 "푸시야미트라족"으로 읽는데, 이들은 푸라나에 따르면 부족이었고 아마도 나르마다강 유역에 위치한 지역을 통치했을 것이다. 그러나 비문의 다른 해석은 "푸시야미트라족" 대신 "유디야미트라족"(적들에 대한 일반적인 용어)으로 읽는다.
한 이론에 따르면, 이 적들은 쿠마라굽타의 통치 말년 또는 그의 죽음 직후에 굽타 제국을 침략했고, 스칸다굽타가 그들을 물리쳤다. 또 다른 이론에 따르면, 비타리 비문에서 언급된 갈등은 제위 계승 분쟁으로 인해 발생했다. 이 이론은 다음 사항에 근거한다.
- 주나가드 비문은 그의 아버지의 죽음 이후, 스칸다굽타가 자신의 기량으로 "땅의 통치자"가 되었다고 명시한다.[10] 이는 스칸다굽타가 무력을 사용하여 왕위를 얻었음을 시사한다.[5]
- 그의 어머니는 아마도 정실 황후가 아니라 쿠마라굽타의 첩이었을 것이므로(위의 초기 생애 부분 참조), 제위에 대한 그의 주장은 정당하지 않았다.[5][6]
- 주나가드 비문은 행운의 여신인 락슈미가 다른 모든 "황자들"을 거부한 후 스칸다굽타를 남편으로 선택했다고 명시한다.[12][10] 스칸다굽타가 발행한 일부 동전에는 불확실한 물건, 아마도 화환 또는 반지를 그에게 바치는 여인이 묘사되어 있다. 이 여인이 락슈미라고 가정하면, 이 묘사는 비문에 명시된 내용을 시각적으로 표현한 것으로 보인다.[13] (일부 학자들은 이 여인을 락슈미가 아닌 황후로 식별한다.)[12]
- 비타리 비문은 굽타 가문(쿨라 또는 밤샤)의 몰락한 운명에 대해 세 번 언급한다. 제국이 아닌 가문의 언급은 제위 계승 분쟁을 암시할 수 있다. "푸시야미트라족"이 아닌 "유디야미트라족"이라는 해석이 정확할 수 있으며, 비문에서 언급된 적들은 제위의 경쟁자일 수 있다.[13]
- 다양한 역사 기록은 쿠마라굽타의 죽음 이후 굽타 제국에서 여러 사람이 주권을 주장했음을 시사한다. 이들 중에는 쿠마라굽타의 형제 고빈다굽타, 그의 친척인 가토트카차굽타, 그리고 프라카샤디티야(일부 금화로 알려짐)가 포함된다. 이들은 스칸다굽타의 경쟁자였을 수 있다.[5]

계승 분쟁 이론을 지지하는 또 다른 주장은 후기 굽타 황제들의 기록에서 스칸다굽타의 이름이 황실 가계도에서 누락되고, 쿠마라굽타 다음에 푸루굽타의 이름이 나열된다는 것이다. 6세기 황제 쿠마라굽타 3세의 비타리 인장이 그 예이다. 그러나 이 누락은 이 후기 황제들이 스칸다굽타의 이복형제 푸루굽타의 후손이었고, 그들의 기록에 있는 가계도는 이전 굽타 황제들의 포괄적인 목록을 제공하는 것이 아니라 그들의 직계 조상만을 나열하려는 의도였기 때문일 수 있다.

## 후나족과의 갈등

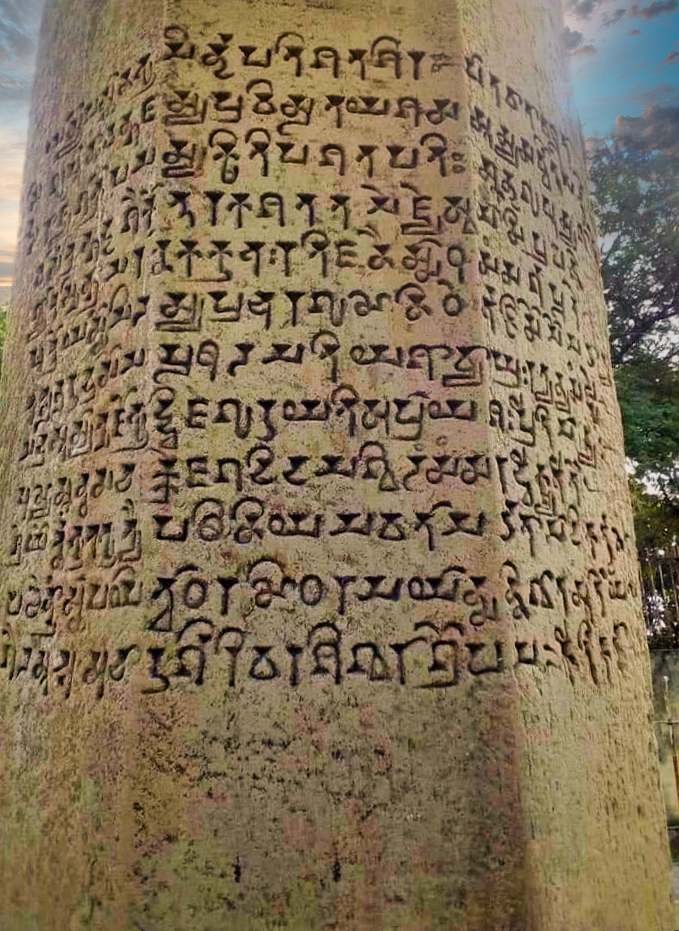
카하움 기둥의 마드라 비문

스칸다굽타 시대에 후나족이 북서쪽에서 인도를 침공하여 인더스강까지 진격했다.
비타리 기둥 비문은 스칸다굽타가 후나족을 물리쳤다고 명시한다.
(스칸다굽타)는 "그의 두 팔로 지구가 흔들렸고, 그는 끔찍한 소용돌이와 같은 (교란의) 창조자였으며, 후나족과 긴밀한 전투에 참여했다; . . . . . . 적들 사이에서 . . . . . . 화살 . . . . . . . . . . . . 선포했다 . . . . . . . . . . . . 마치 (강) 강가의 포효처럼, (그들의) 귀에 들리게 했다." — 스칸다굽타의 비타리 기둥 비문 15행

후나족 침공의 날짜는 확실하지 않다. 비타리 비문은 푸시야미트라족(또는 유디야미트라족)과의 갈등을 묘사한 후에 이를 언급하는데, 이는 스칸다굽타의 통치 후기에 일어났음을 시사한다. 그러나 주나가드 비문에서 이 갈등에 대한 가능한 언급은 스칸다굽타 통치 초기에 또는 그의 아버지 쿠마라굽타의 통치 기간에 일어났을 수 있음을 시사한다. 굽타기원 138년(기원 457-458년경)으로 거슬러 올라가는 주나가드 비문은 스칸다굽타의 믈레차족(외국인)에 대한 성공을 언급한다.
...그의 [스칸다굽타의] 명성은 더욱이, 믈레차족의 나라에 있는 [그의] 적들조차도... 그들의 자존심이 뿌리까지 꺾여, "진정으로 승리는 그에 의해 이루어졌다"는 말로 선포한다. — 주나가드 비문

믈레차족에 대한 승리는 굽타기 136년( 455c.-456년) 또는 그 이전에 일어났는데, 이때 스칸다굽타가 즉위했고, 주나가드가 위치한 사우라슈트라 지역의 총독으로 파르나다타를 임명했다. 스칸다굽타가 다른 외국인과 싸운 것으로 알려져 있지 않으므로, 이 믈레차족은 아마도 후나족이었을 것이다. 이 식별이 정확하다면, 왕자 시절 스칸다굽타가 국경에서 후나족 침공을 저지하기 위해 파견되었을 수 있으며, 이 갈등이 진행되는 동안 쿠마라굽타가 수도에서 사망했을 수 있다. 스칸다굽타는 수도로 돌아와 반란군이나 경쟁자들을 물리치고 왕위에 올랐을 것이다.
산스크리트어 문헌 찬드라-비야카라나(7세기경)의 한 문장에는 아자야드-굽토 후난(Ajayad-Gupto Hunan), 즉 "굽타가 후나족을 정복했다"고 명시되어 있다. 이는 스칸다굽타의 후나족에 대한 승리를 언급하는 것일 수 있지만, 학자 K. P. 자야스왈의 다른 해석에서는 "굽토" 대신 "자토"로 되어 있다. 카타사리트사가라(11세기)의 한 이야기는 전설적인 왕 비크라마디티야가 그의 아버지 마헨드라디티야가 퇴위한 후 왕위에 올랐고 믈레차족에게 궤멸적인 패배를 안겨주었다고 명시한다. 마헨드라디티야는 쿠마라굽타의 칭호였고 비크라마디티야는 스칸다굽타의 칭호였으므로, 이는 스칸다굽타의 후나족에 대한 승리를 언급하는 것일 수 있다.

## 서인도
이전 황제인 아소카와 루드라다만의 비문이 새겨진 주나가드 바위에는 스칸다굽타의 총독 파르나다타의 명령에 따라 새겨진 비문이 있다. 비문은 스칸다굽타가 파르나다타를 사우라슈트라의 총독으로 포함하여 모든 지방의 총독을 임명했다고 명시한다. 이 구절이 왕이 행한 일상적인 임명을 의미하는지, 아니면 계승 전쟁이나 침략으로 인한 정치적 혼란 이후 그의 행동을 의미하는지는 명확하지 않다. 비문은 사우라슈트라의 총독이 되기 위해 필요한 여러 자격 요건을 명시하며, 파르나다타만이 이 요건을 충족했다고 명시한다. 다시 말하지만, 이것이 스칸다굽타의 통치하에서 총독이 되기 위해 실제로 필요한 자격이었는지, 아니면 이 구절이 단순히 파르나다타를 칭송하기 위한 것인지는 명확하지 않다.
파르나다타는 그의 아들 차크라팔리타를 기리나가라 시(현대 주나가드-기르나르 지역 근처)의 치안판사로 임명했는데, 이곳은 아마도 사우라슈트라의 수도였을 것이다. 주나가드 비문은 차크라팔리타가 찬드라굽타 마우리아에 의해 처음 건설되었고 나중에 그의 손자 아소카에 의해 개선된 고대 저수지인 수다르샤나 호수의 보수 작업을 기록한다. 댐은 나중에 루드라다만에 의해 기원후 150년경에 재건되었지만, 456-457년경(굽타기 137년)에 파열되었다. 차크라팔리타는 제방을 건설하기 위해 "헤아릴 수 없는" 양의 재물을 썼다고 하며, 비슈누 사원 건설로도 인정받는다.
바카타카 왕 나렌드라세나의 비문은 그의 명령이 코살라, 메칼라, 말라바의 통치자들에게 복종되었다고 주장한다. 나렌드라세나의 재위 기간은 확실하지 않지만, 그는 일반적으로 스칸다굽타와 동시대 인물로 여겨진다. 말라바는 한때 굽타 제국의 일부였으므로, 나렌드라세나가 스칸다굽타의 통치 기간에 굽타 영토를 습격했을 수 있다. 스칸다굽타는 곧 그 지역에 대한 굽타의 통제권을 회복했을 것이다. 460-461년경의 비문은 "백 왕의 주인인 스칸다굽타의 평온한 통치"를 언급한다.

## 계승
스칸다굽타의 마지막으로 알려진 날짜는 467-468년경(굽타기 148년)이며, 그는 아마도 몇 년 더 통치했을 것이다.
스칸다굽타는 아마도 그의 이복형제였던 푸루굽타에 의해 계승되었을 것이다. 푸루굽타는 쿠마라굽타 1세의 정실 황후의 아들이었으므로, 그의 정당한 후계자였을 것이다. 그는 쿠마라굽타 1세 사망 당시 미성년자였을 가능성이 있으며, 그 때문에 스칸다굽타가 즉위했다. 스칸다굽타는 후계자 없이 사망했거나, 그의 아들이 푸루굽타의 가문에 의해 폐위되었을 수 있다.

## 주화
스칸다굽타는 선황들에 비해 금화를 적게 발행했으며, 이들 중 일부는 상대적으로 금이 적게 함유되어 있다. 그가 치른 여러 전쟁이 국고를 고갈시켰을 가능성이 있지만, 확실하게 말할 수는 없다.
스칸다굽타는 궁수형, 왕비형, 차트라형, 사자 사냥꾼형, 기병형 등 5가지 종류의 금화를 발행했다. 그의 은화는 가루다형, 황소형, 제단형, 마드야데샤형 등 4가지 종류이다. 초기 금화는 그의 아버지 쿠마라굽타가 사용했던 약 8.4g의 옛 디나르 표준을 따랐다. 이 초기 주화는 매우 희귀하다. 그의 통치 기간 중 어느 시점에 스칸다굽타는 자신의 화폐를 재평가하여, 옛 디나라 표준에서 약 9.2g의 새로운 수바르나 표준으로 전환했다. 이 후기 주화들은 모두 궁수형이었으며, 이 표준과 유형은 모든 후기 굽타 통치자들에게 계승되었다.

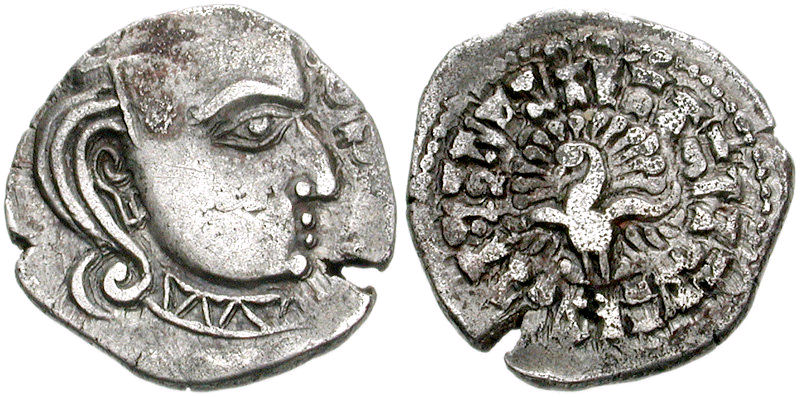
스칸다굽타(455-467)의 동전으로, 서사트라프의 양식을 따르고 있다.
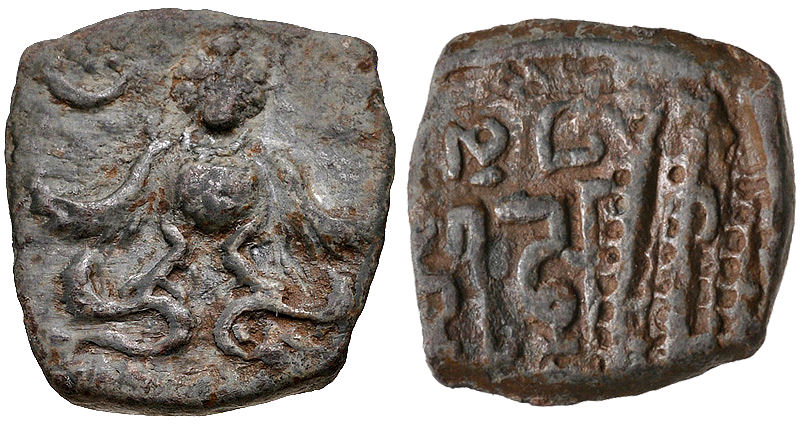
정면의 가루다가 있는 스칸다굽타 크라마디티야의 동전.
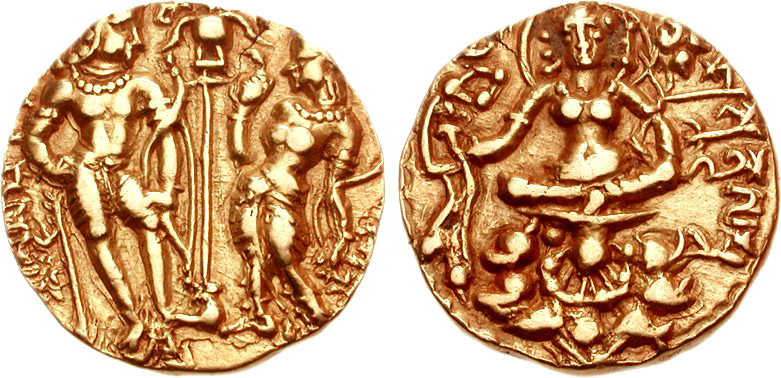
스칸다굽타의 금 디나라.

## 대중문화
현대 힌디 문학의 저명한 시인인 자이샨카르 프라사드는 1928년 굽타 황제 스칸다굽타의 생애를 바탕으로 한 '스칸다굽타'라는 희곡을 썼다. 1960년대에 국립 연극 학교에서 고대 인도 드라마 교수로 재직하던 샨타 간디는 자이샨카르 프라사드의 가장 중요한 희곡인 1928년작 '스칸다 굽타'를 원본 대본에 거의 변경 없이 성공적으로 무대에 올림으로써 그의 희곡에 대한 관심을 다시 불러일으켰다.
뉴스 기사 다이니크 자그란은 인기 영화 바후발리 2: 더 컨클루전이 스칸다굽타의 생애를 바탕으로 했다고 주장했다.

## 참고 문헌
- Ashvini Agrawal (1989). 《Rise and Fall of the Imperial Guptas》. Motilal Banarsidass. ISBN 978-81-208-0592-7.
- D. K. Ganguly (1987). 《The Imperial Guptas and Their Times》. Abhinav. ISBN 978-81-7017-222-2.
- Hermann Kulke; Dietmar Rothermund (2004). 《A History of India》. Psychology Press. ISBN 978-0-415-32919-4.
- Jagannath Agrawal (1968). 《The status of Skandagupta's mother》. 《Annals of the Bhandarkar Oriental Research Institute》. 48-49. 325–327쪽. JSTOR 41694254.
- R. C. Majumdar (1962). 《The History and Culture of the Indian People: The classical age》. Bharatiya Vidya Bhavan.
- R. C. Majumdar (1981). 《A Comprehensive History of India》. 3, Part I: A.D. 300–985. Indian History Congress / People's Publishing House. OCLC 34008529.

## 추가 자료
- Singh, Jai Prakash (1976) History and Coinage of Skandagupta Kramāditya, Varanasi:Department of Ancient Indian History, Culture & Archaeology, Banaras Hindu University.